# Warneckea bebaiensis
Warneckea bebaiensis är en tvåhjärtbladig växtart som först beskrevs av Ernest Friedrich Gilg och Adolf Engler, och fick sitt nu gällande namn av Jacq.-fél.. Warneckea bebaiensis ingår i släktet Warneckea och familjen Melastomataceae. Inga underarter finns listade i Catalogue of Life.